# Carcano Modell 1891
Das Carcano Modell 91 (italienisch Fucile Mod. 91) ist die erste Variante der bis 1945 hergestellten Repetiergewehre der Baureihe der italienischen Carcanogewehre.

## Geschichte

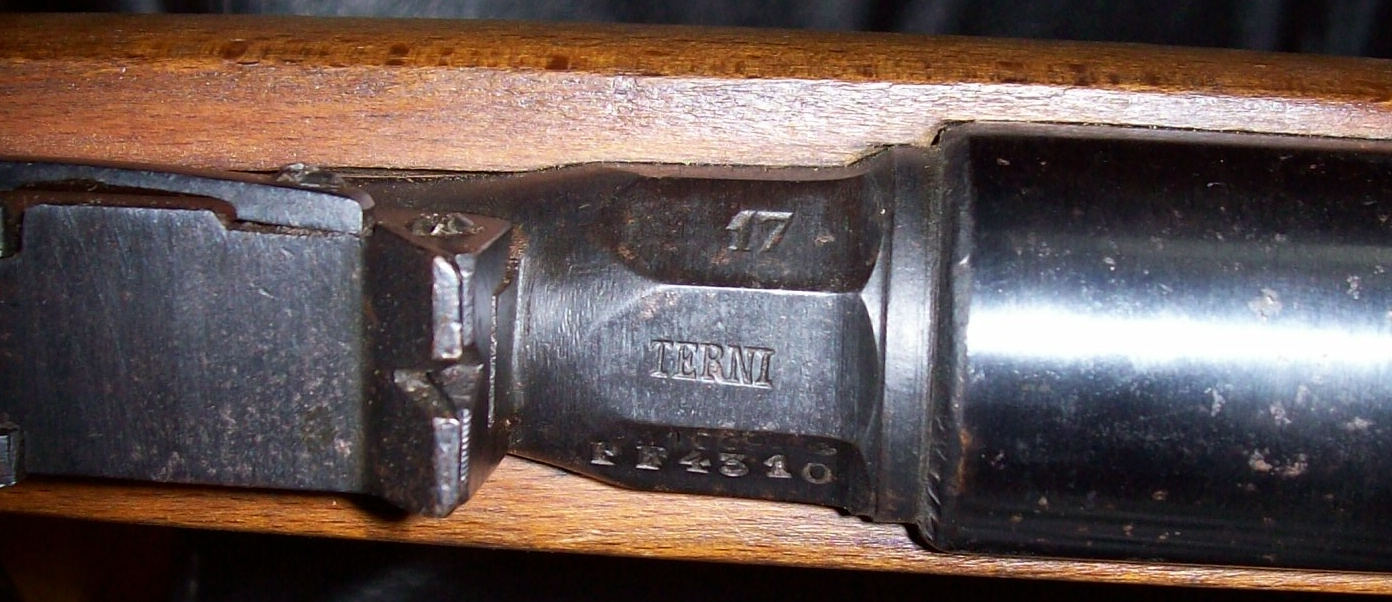
Hersteller, Baujahr (1917) und Seriennummer auf einem Carcanogewehr

Das Carcano wurde 1888 vom italienischen Kriegsministerium in Auftrag gegeben, das dafür sogar eigens eine Kommission stellte. Statt ein vorhandenes System zu übernehmen (Mauser und Mannlicher nahmen erfolglos an der Ausschreibung teil), entschieden sich die Italiener für eine Eigenentwicklung. Am 29. März 1892 wurde der Mannlicher-Carcano vom Kriegsministerium zur Standardwaffe der italienischen Infanterie erklärt. Das Carcano Modell 91 wurde nach dem italienischen Waffeningenieur Salvatore M. Carcano benannt, der verschiedene bereits vorhandene Grundelemente weiterentwickelte, verbesserte und zu einem neuen Gewehrsystem kombinierte.

## Technik, Funktion

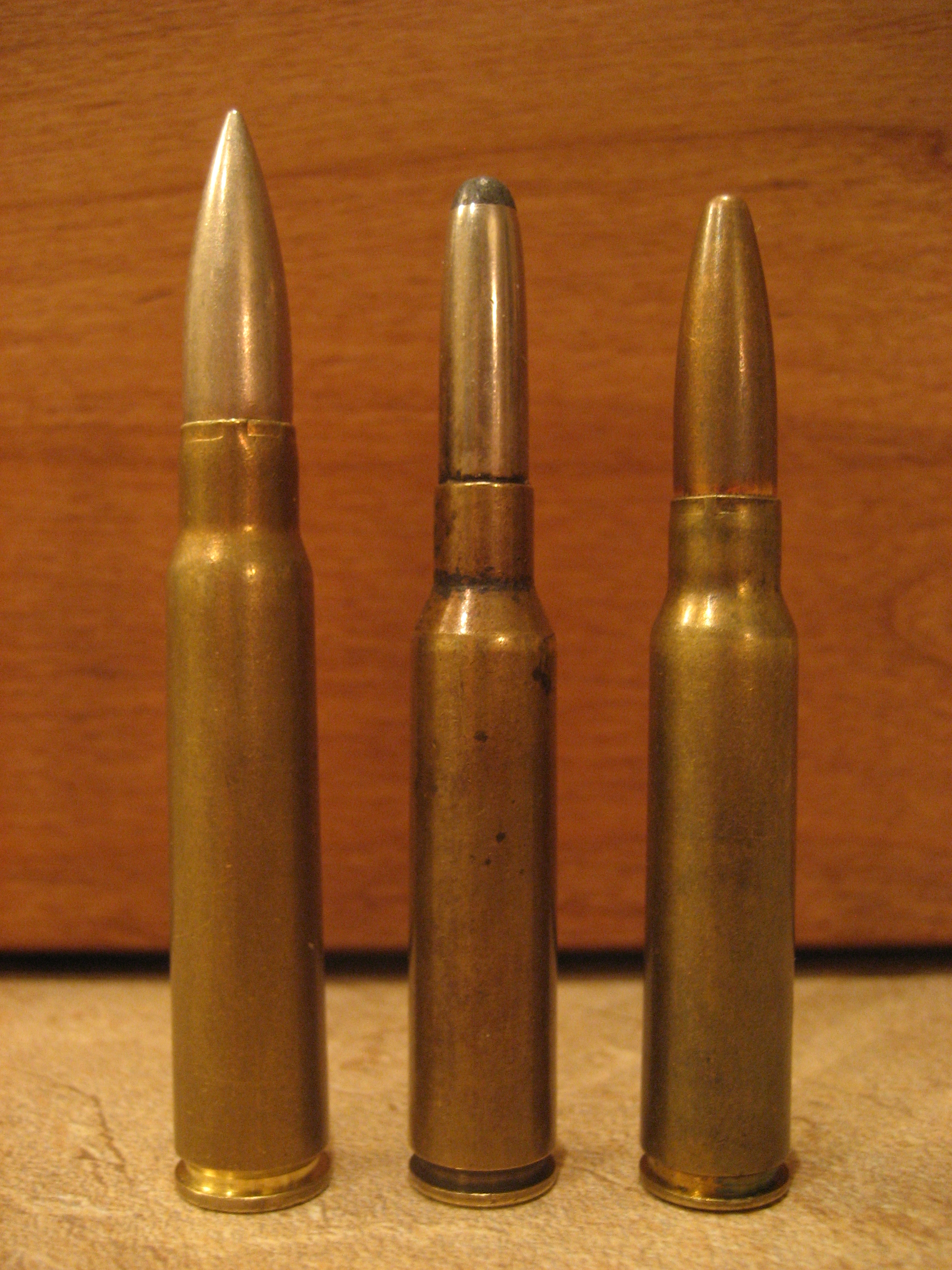
8×57IS, 6,5 mm Carcano, 7,35 Carcano (v. l. n. r.)

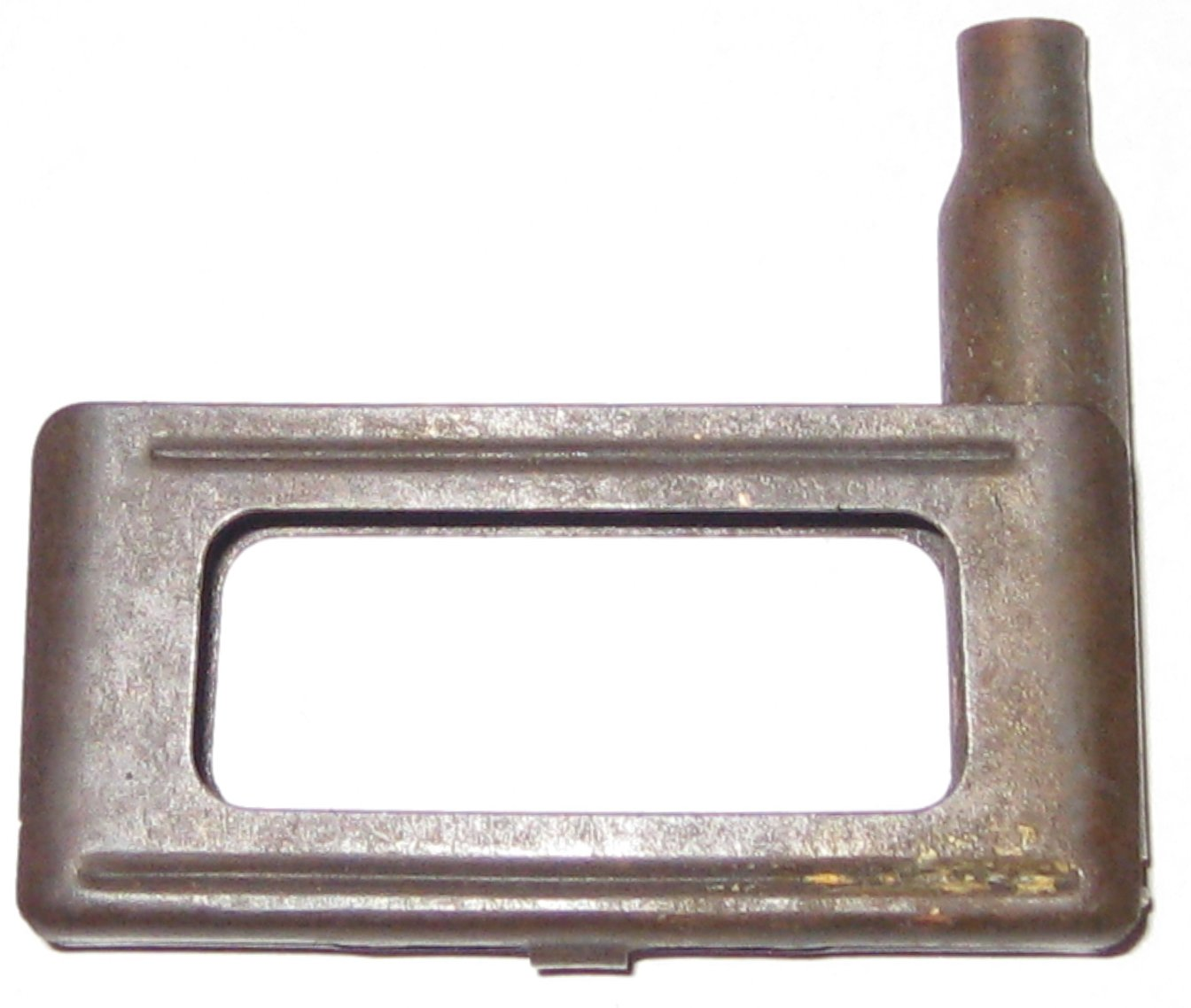
Laderahmen

Das Carcano ist ein Mehrladegewehr mit Zylinderverschluss und einem im Mittelschaft integrierten Magazin. Zum Befüllen des Magazins wurde ein Laderahmen verwendet, der 6 Patronen enthält. Der Verschlusszylinder wurde mit dem Kammerstängel betätigt, dieser war bei frühen Gewehren gestreckt, später nach unten abgebogen. Die Verriegelung erfolgte unmittelbar hinter dem Patronenlager, was später die Verwendung von leistungsfähigeren Patronen erlaubte. Die Sicherung ist zwischen der Schlagbolzenmutter und dem Verschlusszylinder angebracht. Die zuerst verwendete von M. Parravicini entwickelte 6,5 mm Carcano-Patrone hatte ein vorne abgerundetes Geschoss, sie wurde oft aufgrund ihrer schlechten ballistischen Eigenschaften kritisiert. Durch das Abrunden der Spitze der Patrone verringerten sich Schlagkraft und Reichweite erheblich. Trotz der bereits in den ersten Truppenversuchen feststellten Mängeln wurde die Munition beibehalten und erst im Zweiten Weltkrieg durch die modernere 7,35 Carcano-Patrone mit Spitzgeschoss abgelöst. Nachteilig war, dass die italienischen Streitkräfte bis zum Ende des Zweiten Weltkriegs drei verschiedenen Infanterie-Patronentypen, die 6,5 mm Carcano-Patrone, die 7,35 Carcano-Patrone und die 8 mm Patrone für das Fiat 8mm Modell 35 Maschinengewehr im Einsatz hatten.
Nach den ersten Einsätzen in Äthiopien (umstritten), China und im Italienisch-Türkischen Krieg wurde an Waffe und Patrone festgehalten und diese weiterhin im Ersten und Zweiten Weltkrieg als Standardwaffe benutzt. Anfang der 1960er-Jahre wurde das Mannlicher-Carcano schließlich zunächst vom Lee-Enfield No. 4 und danach vom Beretta BM59 abgelöst, das auf Basis des M1 Garand gebaut wurde.